# Tønsberg
Tønsberg (PRONÚNCIA) é uma cidade e comuna da Noruega, localizada no sudeste do país.
É a cidade mais antiga da Noruega, fundada no século IX – possivelmente em 872, segundo indicação do historiador islandês Snorri Sturluson.

| Etimologia O nome geográfico Tønsberg deriva de Túnsberg, o nome em nórdico antigo de um “lugar cercado” (tún) sobre uma montanha (berg) sob a qual a cidade foi construída. |

## Cidade de Tønsberg
A cidade de Tønsberg é a sede da comuna de Tönsberg.
Tem uma área de 26,3 km² e uma populacão de 55 400 habitantes (2023).
Está situada na margem ocidental do fiorde de Oslo. 

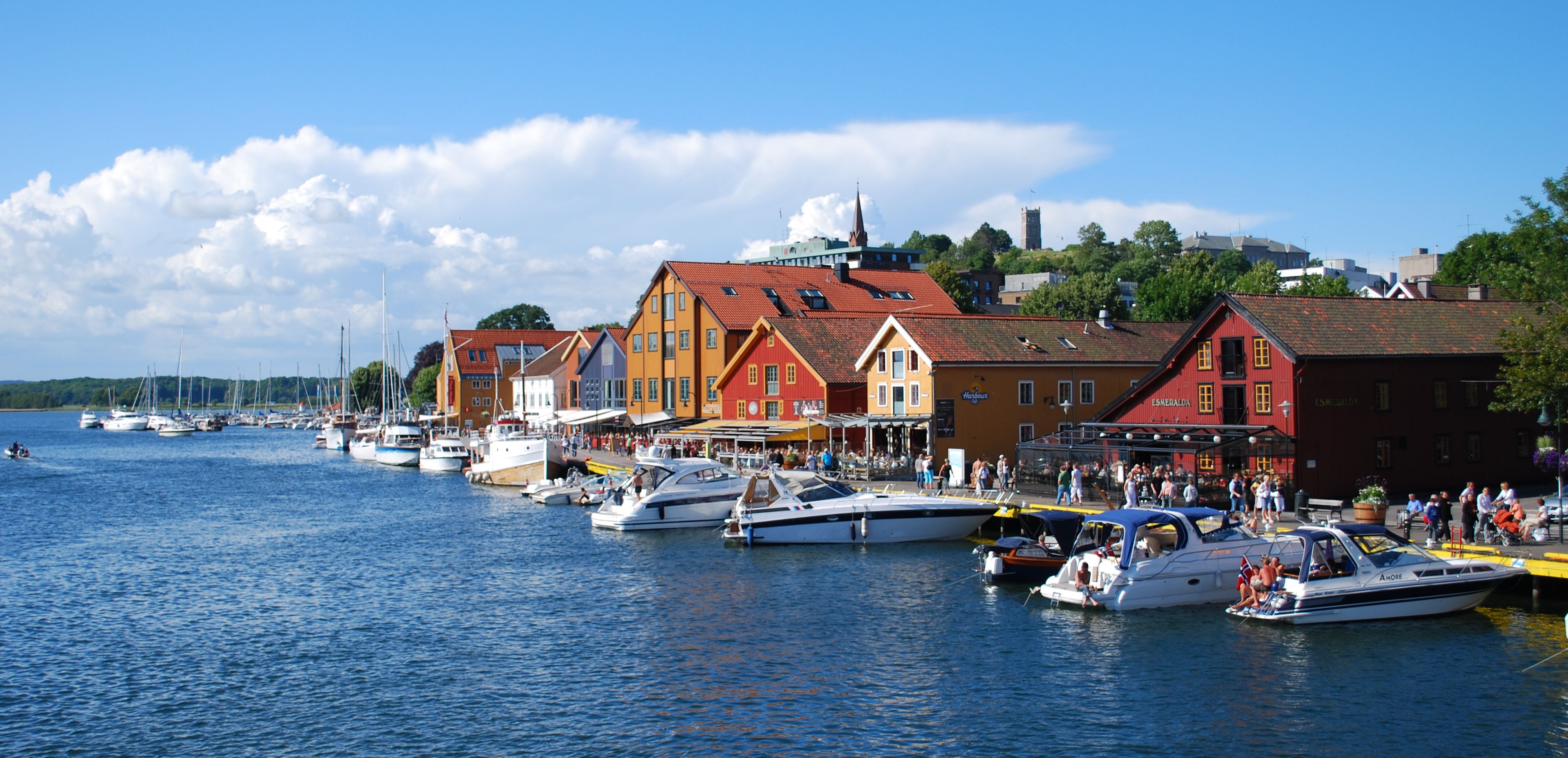
O cais da cidade de Tønsberg
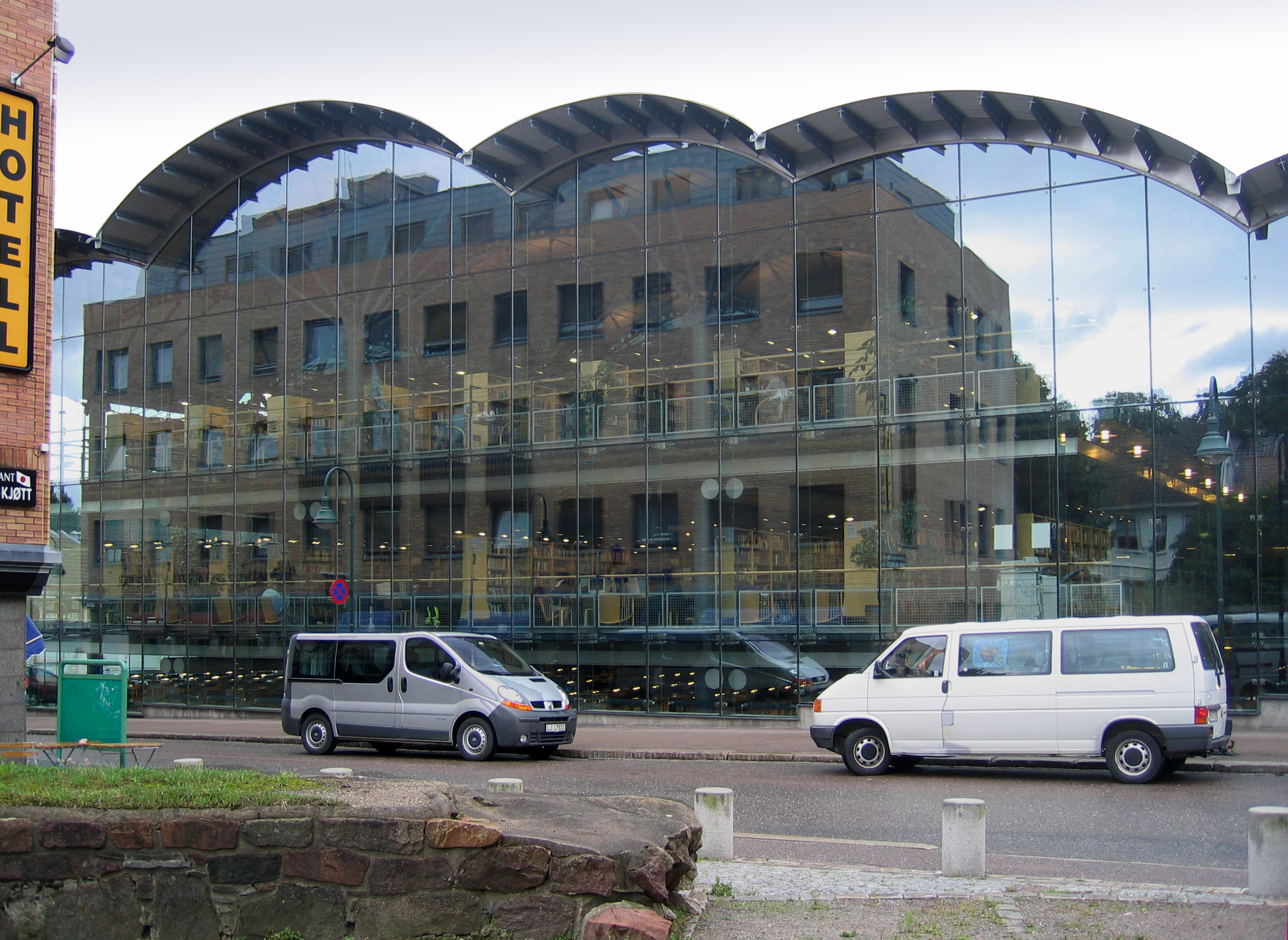
A biblioteca municipal

## Comuna de Tønsberg
A comuna de Tønsberg pertence ao atual condado de Vestfold.
Tem uma área de 326 km² e uma populacão de 59 174 habitantes (2024).
A sua economia tradicional está baseada na agricultura (cereais e legumes) e na pecuária (gado bovino). Igualmente, tem grande atividade no comércio, na indústria e na navegação.

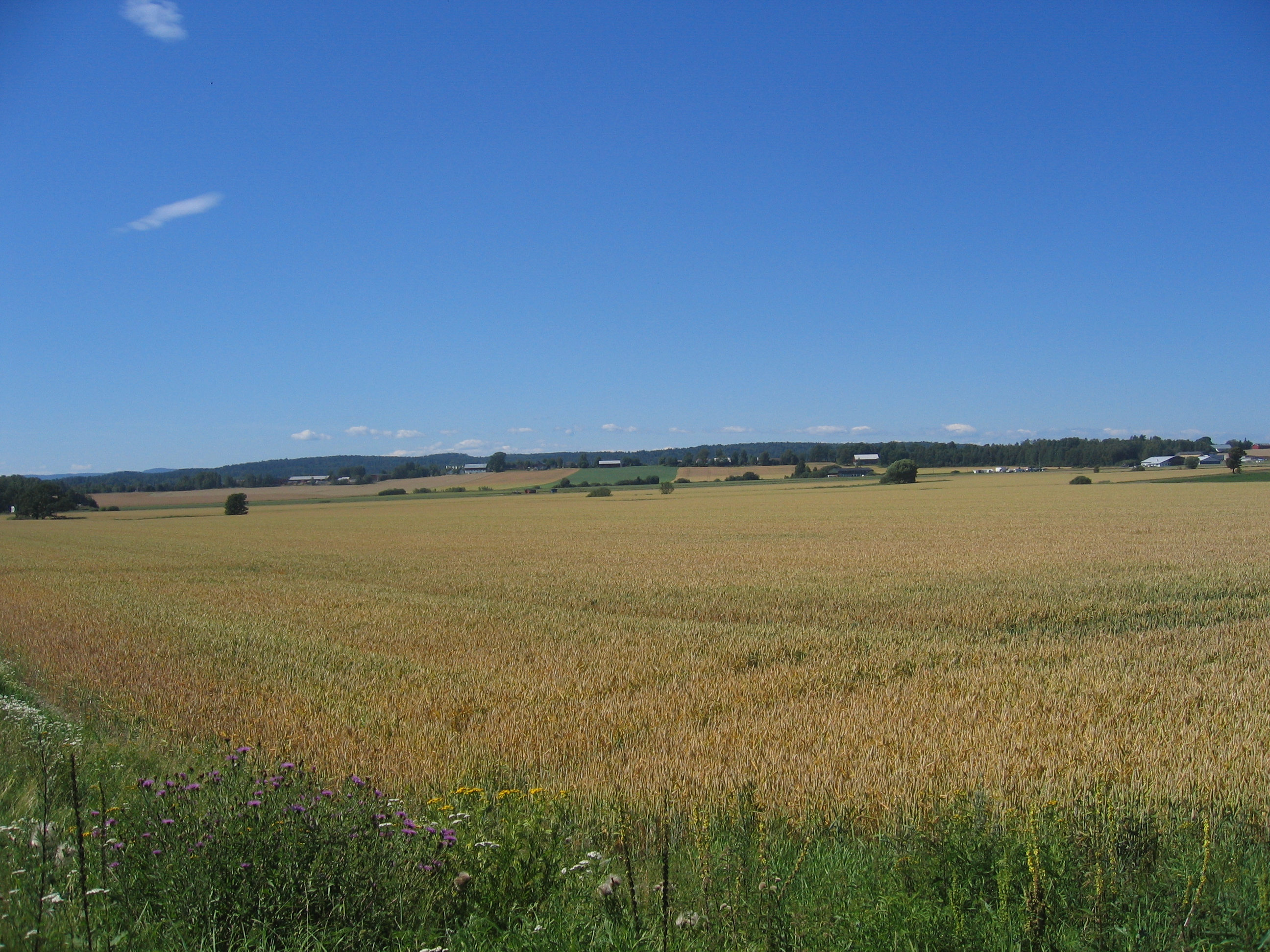
Campos agrícolas
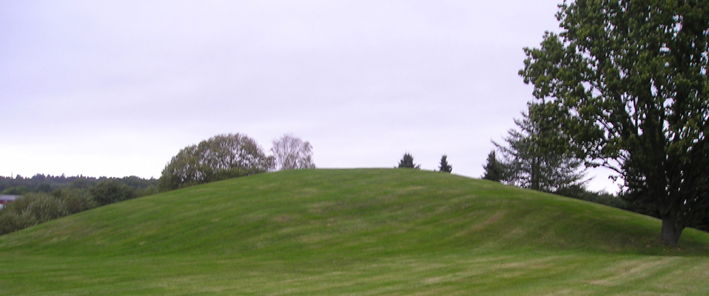
A colina de Oseberg, onde foi encontrado o barco de Oseberg em 1904